# Samia Suluhu Hassan
Samia Suluhu Hassan (Zanzibari Szultanátus, 1960. január 27. –) tanzániai közgazdász, politikus, az ország alelnöke (2015–2021), majd 2021-től elnöke.

## Élete
1960-ban született Zanzibár arab szultanátus – mely négy évvel később egyesült az afrikai kontinensen lévő, 1961-ban függetlenné vált Tanganyikával – legnagyobb szigetén, egy régi halászfalúból kinőtt városkában. Apja iskolai tanár, anyja háztartásbeli volt. Középiskolai tanulmányai befejeztével, 17 évesen a rabszolga-kereskedelem egykori regionális központjának számító Zanzibár egyik kormányzati hivatalában kezdett dolgozni. Egy évvel később férjhez ment, és négy gyermeke született. A Pénzügyi Igazgatóságon elhelyezkedve, munkája mellett több tanfolyamot is elvégzett, végül a Mzumbe Egyetemen (1986) közigazgatási diplomát, 1994-ben pedig a Manchesteri Egyetemen közgazdasági diplomát szerzett.
2000-ben beválasztották Zanzibár parlamentjébe, majd a helyi kormány tagjaként először a fiatalok foglalkoztatásáért, valamint a nők és a gyerekek helyzetéért felelt, majd a turizmus és a kereskedelem irányítását bízták rá. Országos ismeretségre akkor tett szert, amikor 2010-ben mandátumot szerzett a tanzániai parlamentbe, és bekerült a kormányba, mint az – afrikai kontinensen lévő országrész és Zanzibár viszonyával foglalkozó – uniós ügyekért felelős miniszter, közben belépett a Forradalmi Pártba (CCM).
A 2015-ös választás hajrájában John Magufuli az alelnökjelöltjévé tette, és sikeresen nyertek,  majd 2020 októberében pedig – vitatott választást követően – újráztak. Magufuli 2021 elején bekövetkezett halálát követően – annak 2025-ös mandátumának végéig – Tanzánia hatodik elnöke lett, s ezzel az első nő, és az első zanzibári hazája államfői székében.